# Lijst van voetbalinterlands Bulgarije - Zweden
Deze lijst van voetbalinterlands is een overzicht van alle officiële voetbalwedstrijden tussen de nationale teams van Bulgarije en Zweden. De landen hebben tot op heden zestien keer tegen elkaar gespeeld. De eerste ontmoeting was een kwalificatiewedstrijd voor het Europees kampioenschap voetbal 1968 in Solna op 11 juni 1967. Het laatste duel, een kwalificatiewedstrijd voor het Wereldkampioenschap voetbal 2018, vond plaats op donderdag 31 augustus 2017 in Sofia.

## Wedstrijden
| №  | Plaats     | Datum             | Competitie           | Wedstrijd          | Uitslag |
| -- | ---------- | ----------------- | -------------------- | ------------------ | ------- |
| 1  | Solna      | 11 juni 1967      | EK 1968 kwalificatie | Zweden − Bulgarije | 0 − 2   |
| 2  | Sofia      | 12 november 1967  | EK 1968 kwalificatie | Bulgarije − Zweden | 3 − 0   |
| 3  | Düsseldorf | 15 juni 1974      | WK 1974              | Zweden − Bulgarije | 0 − 0   |
| 4  | Boergas    | 24 september 1980 | Vriendschappelijk    | Bulgarije − Zweden | 2 − 3   |
| 5  | Uddevalla  | 12 augustus 1981  | Vriendschappelijk    | Zweden − Bulgarije | 1 − 0   |
| 6  | Solna      | 26 september 1990 | Vriendschappelijk    | Zweden − Bulgarije | 2 − 0   |
| 7  | Solna      | 7 oktober 1992    | WK 1994 kwalificatie | Zweden − Bulgarije | 2 − 0   |
| 8  | Sofia      | 8 september 1993  | WK 1994 kwalificatie | Bulgarije − Zweden | 1 − 1   |
| 9  | Pasadena   | 16 juli 1994      | WK 1994              | Zweden − Bulgarije | 4 − 0   |
| 10 | Boergas    | 14 oktober 1998   | EK 2000 kwalificatie | Bulgarije − Zweden | 0 − 1   |
| 11 | Stockholm  | 4 september 1999  | EK 2000 kwalificatie | Zweden − Bulgarije | 1 − 0   |
| 12 | Lissabon   | 14 juni 2004      | EK 2004              | Zweden − Bulgarije | 5 − 0   |
| 13 | Sofia      | 26 maart 2005     | WK 2006 kwalificatie | Bulgarije − Zweden | 0 − 3   |
| 14 | Solna      | 3 september 2005  | WK 2006 kwalificatie | Zweden − Bulgarije | 3 − 0   |
| 15 | Solna      | 10 oktober 2016   | WK 2018 kwalificatie | Zweden − Bulgarije | 3 − 0   |
| 16 | Sofia      | 31 augustus 2017  | WK 2018 kwalificatie | Bulgarije − Zweden | 3 − 2   |

## Samenvatting
| Competitie        | Totaal gespeeld | Winst Bulgarije | Gelijk | Winst Zweden | Doelsaldo Bulgarije – Zweden |
| ----------------- | --------------- | --------------- | ------ | ------------ | ---------------------------- |
| WK-eindronde      | 2               | 0               | 1      | 1            | 0 − 4                        |
| WK-kwalificatie   | 6               | 1               | 1      | 4            | 4 − 14                       |
| EK-eindronde      | 1               | 0               | 0      | 1            | 0 − 5                        |
| EK-kwalificatie   | 4               | 2               | 0      | 2            | 5 − 2                        |
| Vriendschappelijk | 3               | 0               | 0      | 3            | 2 − 6                        |
| Totaal            | 15              | 2               | 2      | 11           | 11 − 31                      |

Wedstrijden bepaald door strafschoppen worden, in lijn met de FIFA, als een gelijkspel gerekend.

## Details

### Eerste ontmoeting
| EK 1968 kwalificatie (Solna, Zweden, 11 juni 1967): |       |                                         |
| Zweden                                              | 0 – 2 | Bulgarije                               |
|                                                     | goals | 23' Petar Zhekov 82' Dinko Dermendzhiev |

### Tweede ontmoeting
| EK 1968 kwalificatie (Sofia, Bulgarije, 12 november 1967): |       |        |
| Bulgarije                                                  | 3 – 0 | Zweden |
| Nikola Kotkov 43' Vasil Mitkov 44' Georgi Asparukhov 75'   | goals |        |
| - Debuut van Todor Kolev (Lokomotiv Sofia) voor Bulgarije. |       |        |

### Derde ontmoeting
| WK-eindronde (Düsseldorf, West-Duitsland, 15 juni 1974): |       |           |
| Zweden                                                   | 0 – 0 | Bulgarije |
|                                                          | goals |           |

### Vierde ontmoeting
| Vriendschappelijk (Boergas, Bulgarije, 24 september 1980):                                        |       |                                                          |
| Bulgarije                                                                                         | 2 – 3 | Zweden                                                   |
| Chavdar Tsvetkov 32' Plamen Markov 49'                                                            | goals | 72' Sten-Ove Ramberg 74' Billy Ohlsson 85' Tord Holmgren |
| - Debuut van Nikolay Donev (Lokomotiv Sofia) en Ivan Ilchev (Chernomorets Burgas) voor Bulgarije. |       |                                                          |

### Twaalfde ontmoeting
| EK 2004 (Lissabon, Portugal, 14 juni 2004): |       | |
| Bulgarije                                   | 0 – 5 | Zweden |
|                                             | goals | 32' Fredrik Ljungberg 57' Henrik Larsson 58' Henrik Larsson 78' (pen.) Zlatan Ibrahimović 90+2' Marcus Allbäck |

### Dertiende ontmoeting
| WK 2006 kwalificatie (Sofia, Bulgarije, 26 maart 2005): |       |                                                              |
| Bulgarije                                               | 0 – 3 | Zweden                                                       |
|                                                         | goals | 17' Fredrik Ljungberg 73' Erik Edman 90+3' Fredrik Ljungberg |

### Veertiende ontmoeting
| WK 2006 kwalificatie (Solna, Zweden, 3 september 2005):          |       |           |
| Zweden                                                           | 3 – 0 | Bulgarije |
| Fredrik Ljungberg 60' Olof Mellberg 75' Zlatan Ibrahimović 90+2' | goals |           |

### Vijftiende ontmoeting
| WK 2018 kwalificatie (Solna, Zweden, 10 oktober 2016): |              | |
| Zweden | 3 – 0        | Bulgarije |
| Ola Toivonen 39' Oscar Hiljemark 45' Victor Lindelöf 58' | goals        | |
| Janne Andersson | bondscoach   | Petar Hubchev |
| Robin Olsen Martin Olsson 63' Andreas Granqvist Victor Lindelöf Emil Krafth Albin Ekdal Jimmy Durmaz Oscar Hiljemark Marcus Berg 85' Ola Toivonen Emil Forsberg 74' | opstellingen | Vladislav Stoyanov Aleksandar Aleksandrov Strahil Popov Vasil Bozhikov Anton Nedyalkov Ivelin Popov Svetoslav Dyakov Georgi Milanov 54' Georgi Kostadinov 72' Ivaylo Chochev 89' Simeon Slavchev |
| Ludwig Augustinsson 63' Oscar Wendt 74' John Guidetti 85' | wissels      | 54' Mihail Aleksandrov 72' Marcelinho 89' Martin Raynov |
| Andreas Granqvist 47' | gele kaarten | 6' Aleksandar Aleksandrov |
| - Debuut van Martin Raynov (PFC Lokomotiv Plovdiv) voor Bulgarije.                                                                                                  |              | |

### Zestiende ontmoeting
| WK 2018 kwalificatie (Sofia, Bulgarije, 31 augustus 2017): |              | |
| Bulgarije | 3 – 2        | Zweden |
| Stanislav Manolev 12' Georgi Kostadinov 33' Ivaylo Chochev 79' | goals        | 29' Mikael Lustig 44' Marcus Berg |
| Petar Hubchev | bondscoach   | Janne Andersson |
| Plamen Iliev Strahil Popov Petar Zanev Bozhidar Chorbadzhiyski Simeon Slavchev Georgi Kostadinov Stanislav Manolev 76' Vasil Bozhikov Georgi Milanov 61' Ivaylo Chochev Ivelin Popov 83'                    | opstellingen | Robin Olsen Mikael Lustig Victor Lindelöf Andreas Granqvist Ludwig Augustinsson 69' Albin Ekdal Marcus Berg Emil Forsberg 85' Jakob Johansson Ola Toivonen 82' Jimmy Durmaz                                             |
| Todor Nedelev 61' Bozhidar Kraev 76' Ivaylo Dimitrov 83' Bozjidar Mitrev Georgi Kitanov Aleksandar Tsvetkov Georgi Terziev Orlin Starokin Anton Nedyalkov Kristiyan Malinov Kiril Despodov Andrey Galabinov | wissels      | 69' Sebastian Larsson 82' Viktor Claesson 85' Samuel Armenteros Kristoffer Nordfeldt Kalle Johnsson Martin Olsson Emil Krafth Pontus Jansson Filip Helander Gustav Svensson Marcus Rohdén Sam Larsson Christoffer Nyman |
| Vasil Bozhikov 8' Georgi Kostadinov 16' Bozhidar Chorbadzhiyski 88' Ivaylo Chochev 90+1' | gele kaarten | 87' Marcus Berg |
| - Debuut van Ivaylo Dimitrov (PFC Slavia 1913) voor Bulgarije. - Emil Forsberg mist een strafschop namens Zweden in de eerste helft.                                                                        |              | |

BFS · A-internationals · Selecties · Bondscoaches · Bulgaars vrouwenelftal · Olympisch elftal · Bulgarije U21 · Bulgarije U20 · Bulgarije U19 · Bulgarije U18 · Bulgarije U17 · Bulgarije U16
1924 – 1929 · 
1930 – 1939 · 
1940 – 1949 · 
1950 – 1959 · 
1960 – 1969 · 
1970 – 1979 · 
1980 – 1989 · 
1990 – 1999 · 
2000 – 2009 · 
2010 – 2019 ·
2020 − 2029
EK 1996 · 
EK 2004
WK 1962 · 
WK 1966 · 
WK 1970 · 
WK 1974 · 
WK 1986 · 
WK 1994 · 
WK 1998
OS 1924 · 
OS 1952 · 
OS 1956 · 
OS 1960 · 
OS 1968
1924 · 
1925 · 
1926 · 
1927 · 
1928 ·
1929 · 
1930 · 
1931 · 
1932 · 
1933 · 
1934 · 
1935 · 
1936 · 
1937 · 
1938 · 
1939 · 
1940 · 
1941 ·
1942 · 
1943 · 
1944 · 1945 · 
1946 ·
1947 · 
1948 · 
1949 · 
1950 · 
1952 · 
1952 · 
1953 · 
1954 · 
1955 · 
1956 · 
1957 · 
1958 · 
1959 · 
1960 · 
1961 · 
1962 · 
1963 · 
1964 · 
1965 · 
1966 · 
1967 · 
1968 · 
1969 · 
1970 · 
1971 · 
1972 · 
1973 · 
1974 · 
1975 · 
1976 · 
1977 · 
1978 · 
1979 · 
1980 · 
1981 · 
1982 · 
1983 · 
1984 · 
1985 · 
1986 · 
1987 · 
1988 · 
1989 · 
1990 · 
1991 · 
1992 · 
1993 · 
1994 · 
1995 · 
1996 · 
1997 · 
1998 · 
1999 · 
2000 · 
2001 · 
2002 · 
2003 · 
2004 · 
2005 · 
2006 · 
2007 · 
2008 · 
2009 · 
2010 · 
2011 · 
2012 · 
2013 · 
2014 · 
2015 ·
2016 ·
2017 ·
2018 ·
2019 ·
2020 ·
2021 ·
2022 ·
2023 ·
2024
Albanië ·
Algerije ·
Andorra ·
Argentinië ·
Armenië ·
Australië ·
Azerbeidzjan ·
België ·
Bolivia ·
Bosnië en Herzegovina ·
Brazilië ·
Canada · 
Chili ·
Cuba ·
Cyprus ·
DDR ·
Denemarken ·
Duitsland ·
Ecuador ·
Egypte ·
Engeland ·
Estland ·
Finland ·
Frankrijk ·
Georgië ·
Gibraltar ·
Griekenland ·
Hongarije ·
Ierland ·
IJsland ·
Indonesië ·
Iran ·
Israël ·
Italië ·
Jamaica ·
Japan ·
Joegoslavië ·
Jordanië ·
Kameroen ·
Kazachstan ·
Koeweit ·
Kosovo ·
Kroatië ·
Letland ·
Libanon ·
Litouwen ·
Luxemburg ·
Malta ·
Marokko ·
Mexico ·
Moldavië ·
Montenegro ·
Nederland ·
Nieuw-Caledonië ·
Nigeria ·
Noord-Ierland ·
Noord-Korea ·
Noord-Macedonië ·
Noorwegen ·
Oekraïne ·
Oman ·
Oostenrijk ·
Paraguay ·
Peru ·
Polen ·
Portugal ·
Qatar ·
Roemenië ·
Rusland ·
San Marino ·
Saoedi-Arabië ·
Schotland ·
Servië ·
Servië en Montenegro ·
Slovenië ·
Slowakije ·
Sovjet-Unie ·
Spanje ·
Tanzania ·
Thailand ·
Tsjechië ·
Tsjecho-Slowakije ·
Tunesië ·
Turkije ·
Uruguay ·
Verenigde Arabische Emiraten ·
Wales ·
Wit-Rusland ·
Zuid-Afrika ·
Zuid-Korea ·
Zweden ·
Zwitserland
SvFF · A-internationals · Selecties · Bondscoaches · Zweeds vrouwenelftal · Olympisch elftal · Zweden U21 · Zweden U20 · Zweden U19 · Zweden U18 · Zweden U17 · Zweden U16 · Vrouwen U17
1908 – 1919 ·
1920 – 1929 ·
1930 – 1939 ·
1940 – 1949 ·
1950 – 1959 ·
1960 – 1969 ·
1970 – 1979 ·
1980 – 1989 ·
1990 – 1999 ·
2000 – 2009 ·
2010 – 2019 ·
2020 − 2029
EK 1960 · 
EK 1964 · 
EK 1968 · 
EK 1972 · 
EK 1976 · 
EK 1980 · 
EK 1984 · 
EK 1988 · 
EK 1992 ·
EK 1996 · 
EK 2000 ·
EK 2004 ·
EK 2008 ·
EK 2012 · 
EK 2016 · 
EK 2020
WK 1930 · 
WK 1934 ·
WK 1938 ·
WK 1950 ·
WK 1954 · 
WK 1958 ·
WK 1962 · 
WK 1966 · 
WK 1970 ·
WK 1974 ·
WK 1978 ·
WK 1982 · 
WK 1986 · 
WK 1990 ·
WK 1994 ·
WK 1998 · 
WK 2002 ·
WK 2006 ·
WK 2010 · 
WK 2014 · 
WK 2018
OS 1908 · 
OS 1912 · 
OS 1920 · 
OS 1924 · 
OS 1928 · 
OS 1932 · 
OS 1936 · 
OS 1948 · 
OS 1952 · 
OS 1956 · 
OS 1964 · 
OS 1968 · 
OS 1972 · 
OS 1976 · 
OS 1980 · 
OS 1984 · 
OS 1988 · 
OS 1992 · 
OS 1996 · 
OS 2000 · 
OS 2004 · 
OS 2008 · 
OS 2012 · 
OS 2016
1908 · 
1909 · 
1910 · 
1911 · 
1912 · 
1913 · 
1914 · 
1915 · 
1916 · 
1917 · 
1918 · 
1919 · 
1920 · 
1921 · 
1922 · 
1923 · 
1924 · 
1925 · 
1926 · 
1927 · 
1928 · 
1929 · 
1930 · 
1931 · 
1932 · 
1933 · 
1934 · 
1935 · 
1936 · 
1937 · 
1938 · 
1939 · 
1940 ·
1941 ·
1942 ·
1943 ·
1944  ·
1945 · 
1946 · 
1947 · 
1948 · 
1949 · 
1950 · 
1952 · 
1952 · 
1953 · 
1954 · 
1955 · 
1956 · 
1957 · 
1958 · 
1959 ·
1960 · 
1961 · 
1962 · 
1963 · 
1964 · 
1965 · 
1966 · 
1967 · 
1968 · 
1969 ·
1970 · 
1971 · 
1972 · 
1973 · 
1974 · 
1975 · 
1976 · 
1977 · 
1978 · 
1979 ·
1980 · 
1981 · 
1982 · 
1983 · 
1984 · 
1985 · 
1986 · 
1987 · 
1988 · 
1989 · 
1990 · 
1991 · 
1992 · 
1993 · 
1994 · 
1995 · 
1996 · 
1997 · 
1998 · 
1999 · 
2000 · 
2001 · 
2002 · 
2003 · 
2004 · 
2005 · 
2006 · 
2007 · 
2008 · 
2009 · 
2010 · 
2011 · 
2012 · 
2013 · 
2014 · 
2015 · 
2016 · 
2017 · 
2018 ·
2019 ·
2020 ·
2021
Albanië ·
Algerije ·
Argentinië ·
Armenië ·
Australië ·
Azerbeidzjan ·
Bahrein ·
Barbados ·
België ·
Bosnië en Herzegovina ·
Botswana ·
Brazilië ·
Bulgarije ·
Chili ·
China ·
Colombia ·
Costa Rica ·
Cuba ·
Cyprus ·
DDR ·
Denemarken ·
Duitsland ·
Ecuador ·
Egypte ·
Engeland ·
Estland ·
Faeröer ·
Finland ·
Frankrijk ·
Georgië ·
Griekenland ·
Hongarije ·
Ierland ·
IJsland ·
Iran ·
Israël ·
Italië ·
Ivoorkust ·
Jamaica ·
Japan ·
Joegoslavië ·
Jordanië ·
Kameroen ·
Kazachstan ·
Kosovo ·
Kroatië ·
Letland ·
Liechtenstein ·
Litouwen ·
Luxemburg ·
Maleisië ·
Malta ·
Mexico ·
Moldavië ·
Montenegro ·
Nederland ·
Nieuw-Zeeland ·
Nigeria ·
Noord-Ierland ·
Noord-Korea ·
Noord-Macedonië ·
Noorwegen ·
Oekraïne ·
Oezbekistan ·
Oman ·
Oostenrijk ·
Paraguay ·
Peru ·
Polen ·
Portugal ·
Qatar ·
Roemenië ·
Rusland ·
San Marino ·
Saoedi-Arabië ·
Schotland ·
Senegal ·
Servië ·
Singapore ·
Slovenië ·
Slowakije ·
Sovjet-Unie ·
Spanje ·
Syrië ·
Thailand ·
Trinidad en Tobago ·
Tsjechië ·
Tsjecho-Slowakije ·
Tunesië ·
Turkije ·
Uruguay ·
Venezuela ·
Verenigde Arabische Emiraten ·
Verenigde Staten ·
Verenigd Koninkrijk ·
Wales ·
Wit-Rusland ·
Zuid-Afrika ·
Zuid-Korea ·
Zwitserland
Brazilië (1958) ·
Duitsland (2006) ·
Duitsland (2018) ·
Engeland (2006) ·
Engeland (2012) ·
Engeland (2018) ·
Frankrijk (2012) ·
Griekenland (2008) ·
Ierland (2016) ·
Italië (2016) ·
Mexico (2018) ·
Oekraïne (2012) ·
Oekraïne (2021) ·
Paraguay (2006) ·
Polen (2021) ·
Rusland (2008) ·
Slowakije (2021) ·
Spanje (2008) ·
Spanje (2021) ·
Trinidad en Tobago (2006) ·
Zuid-Korea (2018) ·
Zwitserland (2018)